# Episyrphus viridaureus
Episyrphus viridaureus är en tvåvingeart som först beskrevs av Christian Rudolph Wilhelm Wiedemann 1824.  Episyrphus viridaureus ingår i släktet flyttblomflugor, och familjen blomflugor. Inga underarter finns listade i Catalogue of Life.

## Bildgalleri

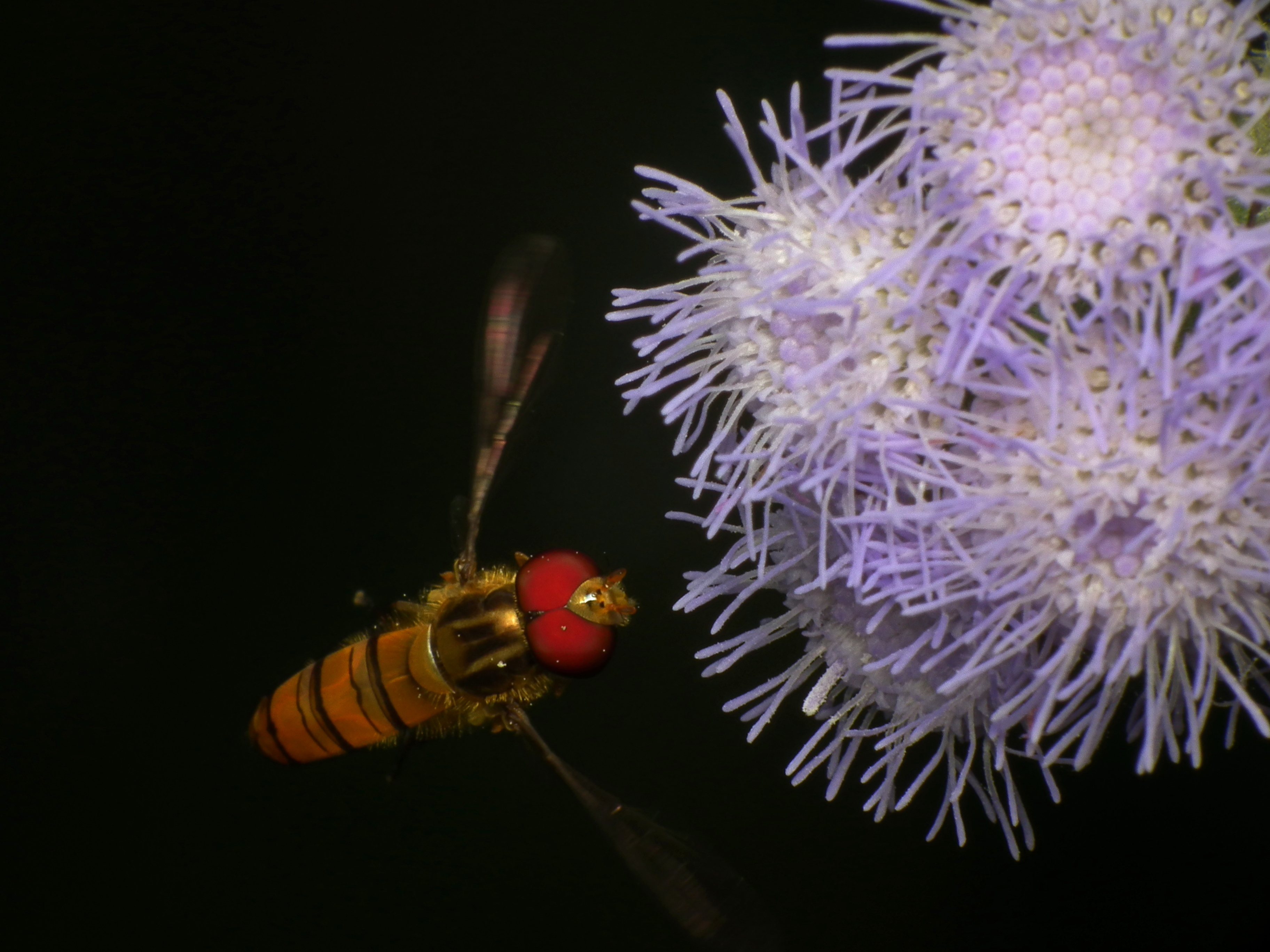